# Lecithocera indigens
Lecithocera indigens là một loài bướm đêm thuộc họ Lecithoceridae. Loài này có ở Vân Nam in Trung Quốc và Đài Loan.
Sải cánh dài 14–16 mm.